# New Zealand State Highway 69
Der New Zealand State Highway 69 (State Highway 69 oder in Kurzform SH 69) ist eine Fernstraße von nationalem Rang auf der Südinsel von Neuseeland.

## Geographie
Die Fernstraße besitzt eine Länge von 33 km und befindet sich im nordwestlichen Teil der Südinsel. Die über ihre gesamte Länge zweispurig (je eine pro Fahrtrichtung) ausgebaute Straße verbindet den State Highway 6 westlich der kleinen Siedlung Inangahua und den State Highway 7 bei Reefton. Die Straße verläuft auf ihrem südlichen Weg nahezu parallel zum Inangahua River und der Eisenbahnlinie der Stillwater–Ngawakau Line.

## Streckenführung
Der State Highway 69 beginnt rund 30 km südostöstlich von Westport und 1,2 km westlich von der Siedlung Inangahua an seinem Abzweig vom State Highway 6. Der Highway stößt auf seinem zunächst südwestlichen Weg nach 2 km auf die Eisenbahnlinie der Stillwater–Ngawakau Line, die ihn bis zu seinem Endpunkt in der kleinen Stadt Reefton anfangs rechtsseitig und dann nach weiteren 5,5 km linksseitig begleitet. Nach insgesamt 7,5 km von seinem Startpunkt aus gesehen, wechselt der SH 69 auf die andere Flussseite des Inangahua River, überquert rund 12,5 km nördlich von Reefton den Awarau River, der auch als Larry River bekannt ist, und kreuzt 4,5 km vor Reefton den Waitahu River, bevor er von Nordwesten her in die Stadt Reefton hineinführt und auf dem Broadway, der Hauptstraße des Ortes, endet.
Auf dem Weg durch das Tal des Inangahua River passiert der SH 69 die kleinen Siedlungen Oweka, Inangahua Landing, Rotokohu, Larry Creek, Cronadun und Waitahu.